# サンサーラナーガ1×2
『サンサーラナーガ1×2』は、2001年11月14日にビクター インタラクティブ ソフトウエアより発売されたゲームボーイアドバンス用ゲームソフト。

## 概要
1990年3月23日に発売されたファミリーコンピュータ用ゲームソフト『サンサーラ・ナーガ』と1994年7月15日に発売されたスーパーファミコン用ゲームソフト『サンサーラ・ナーガ2』をカップリングしてリメイクした作品である。戦闘画面がクォータービューになり、味方パーティーメンバーが表示され、戦う様子が見られるようになった。また、ミニゲームとしてスイカ割りが追加され、全ての武器と防具の使用回数制限が完全に撤廃されている。
監督／原作：押井守、脚本／原作：伊藤和典、キャラクターデザイン：桜玉吉、音楽：川井憲次
プロダクション・アイジーがアニメ制作した『サンサーラ・ナーガ２ プロモーション用アニメ復刻ビデオ』がある。

## 関連商品
- 『サンサーラナーガ1×2必勝攻略法』（攻略本）